# Seznam velvyslanců Německé demokratické republiky v Československu
Toto je úplný seznam velvyslanců Německé demokratické republiky v Československu v letech 1949–1990. Jedná se o období od oficiálního navázání vztahů mezi oběma zeměmi dne 18. října 1949 do znovusjednocení Německa v roce 1990. Činnost oficiální mise zahájila ČSR dne 2. prosince 1949. Dnem 10. října 1953 byla mise přeměněna na velvyslanectví.

## Seznam velvyslanců
| Jméno                                 | fotografie | období      | poznámka                               |
| ------------------------------------- | ---------- | ----------- | -------------------------------------- |
| Diplomatické vztahy od 18. října 1949 |            |             |                                        |
| Fritz Große (1904–1957)               |            | 1949–1952   | Vedoucí diplomatické mise, velvyslanec |
| Bernard Koenen (1889–1964)            |            | 1953        | Vedoucí diplomatické mise, velvyslanec |
| Bernard Koenen (1889–1964)            | 1953–1958  | velvyslanec |                                        |
| Georg Stibi (1901–1982)               |            | 1958–1961   | velvyslanec                            |
| Walter Vesper (1897–1978)             |            | 1961–1965   | velvyslanec                            |
| Johannes König (1903–1966)            |            | 1965–1966   | velvyslanec                            |
| Heinz Willmann (1906–1991)            |            | 1966–1967   | velvyslanec                            |
| Peter Florin (1921–2014)              |            | 1967–1969   | velvyslanec                            |
| Herbert Krolikowski (1924–2012)       |            | 1969–1973   | velvyslanec                            |
| Gerd König (1930–2009)                |            | 1973–1980   | velvyslanec                            |
| Helmut Ziebart (1929–2011)            |            | 1981–1990   | velvyslanec                            |